# Oddział Szkolny Służby Weterynaryjnej
Oddział Szkolny Służby Weterynaryjnej – komórka organizacyjna Wołyńskiej Szkoły Podchorążych Rezerwy Artylerii im. Marcina Kątskiego przeznaczona do przeszkolenia lekarzy weterynarii, w zakresie szkoły pochorążych rezerwy.
1 października 1932 roku komendant szkoły wydał rozkaz o sformowaniu odrębnego plutonu weterynaryjnego o oddzielnym programie nauczania. Decyzja o rozdzieleniu kształcenia podchorążych artylerii i lekarzy weterynarzy wynikała z prozaicznego powodu, a mianowicie "okazało się, że głowy lekarzy weterynarii niestety nie nadawały się do ścisłych nauk artyleryjskich i nadszedł dzień pamiętny, utworzenia na terenie SPRA, ku ogólnemu zadowoleniu, plutonu weterynarii."
18 września 1935 na podstawie zarządzenia szefa Departamentu Artylerii Ministerstwa Spraw Wojskowych, w miejsce plutonu weterynaryjnego powołano Oddział Szkolny Służby Weterynaryjnej.

## Dowódcy
Dowódcy plutonu szkolnego i Oddziału Szkolego Służby Weterynaryjnej:
- por. Władysław Wierzgacz (1 X 1932 - 1935)
- kpt. Tadeusz Cieszkowski (1935 - 19 VII 1936)
- por. Marian Zaleski (p.o. ?)
- kpt. Stanisław Kraszewski (od 20 VII 1937)
- kpt. Wincenty Śliwiński (do 20 IX 1937)
- kpt. Zenon Samek (20 IX 1937 - 24 III 1939)
- kpt. Józef Windort (od 24 III 1939)

## Podchorążowie weterynarii

### I kurs 1932-1933
Pełny wykaz 55 absolwentów I kursu. Gwiazdką przy nazwisku oznaczono absolwentów mianowanych na stopień podporucznika rezerwy ze starszeństwem z 1 stycznia 1935 w korpusie oficerów weterynaryjnych, grupa lekarzy, dwiema gwiazdkami absolwentów mianowanych na stopień podporucznika rezerwy ze starszeństwem z 1 stycznia 1936 w korpusie oficerów weterynaryjnych, grupa lekarzy, natomiast trzema gwiazdkami absolwentów mianowanych na stopień podporucznika rezerwy ze starszeństwem z 1 stycznia 1937 w korpusie oficerów weterynaryjnych, grupa lekarzy.

- kpr. pchor. Kazimierz Bakuński** 3 dak
- kpr. pchor. Roman Baranowski** 6 pac
- kpr. pchor. Mieczysław Bielawski** 2 pac
- kpr. pchor. Felicjan Hubert Bernacki*** 7 pac
- kpr. pchor. Marian Błaszczyk* 7 dak
- kpr. pchor. Marian Szczepan Bratkowski** 30 pal
- kpr. pchor. Mieczysław Cena** 24 pal (prymus)
- bomb. pchor. Erazm Drapalski*** 28 pal †1940 Katyń[4]
- kpr. pchor. Józef Erben-Holan* 10 pal
- kpr. pchor. Tobiasz Eisenberg** 24 pal
- kpr. pchor. Euzebiusz Gajda** 3 pac
- kpr. pchor. Kazimierz Gawina* 9 dak
- kpr. pchor. Bruno Gutkiewicz* 18 pal
- kpr. pchor. Józef Janiszewski 2 dak
- kpr. pchor. Antoni Marceli Jaszewski* 14 pal
- kpr. pchor. Władysław Aleksy Jurjewicz* 5 pal
- bomb. pchor. Stanisław Karaś* 15 pal
- bomb. pchor. Michał Karaszkiewicz 2 pal
- kpr. pchor. Leon Jarosław Kawalec* 11 dak
- kpr. pchor. Jarosław Jan Kiszkel* 1 pan
- kpr. pchor. Tadeusz Kobus* 4 dak
- kpr. pchor. Jan Kukuło*** 23 pal
- kpr. pchor. Stefan Andrzej Krasuski** 3 pal
- kpr. pchor. Józef Kubic* 3 pal
- bomb. pchor. Stefan Łuczeczko 12 dak
- bomb. pchor. Emilian Makowej* 6 pal †1940 Katyń[5]
- kpr. pchor. Henryk Matjaszewski* 27 pal
- kpr. pchor. Adam Mikołajewski* 4 pac
- kpr. pchor. Antoni Mospaniuk 8 pal
- bomb. pchor. Josyf Hersz Nagoszewer** 18 pal
- kpr. pchor. Mieczysław Nowicki* 11 pal
- kpr. pchor. Tadeusz Michał Ożga* 13 dak †1940 Katyń[6]
- bomb. pchor. Eugeniusz Jarosław Perepeliński* 32 dal †1940 Katyń[7]
- kpr. pchor. Benedykt Witold Płoszyński*** 4 pal
- kpr. pchor. Tadeusz Prorok* 10 pac
- bomb. pchor. Stefan Przyrembel 7 pal
- kpr. pchor. Kazimierz Pyszkowski* 4 pal
- kpr. pchor. Gwidon Marian Rachwał* 6 pac
- kpr. pchor. Wiktor Władysław Reiniak* 10 dak
- kpr. pchor. Zenon Rogiński* 1 dak
- bomb. pchor. Mikołaj Ryżow* 1 dak
- kpr. pchor. Andrzej Roman Semkiw* 21 pal
- kpr. pchor. Marian Schulz** 16 pal
- kpr. pchor. Gabriel Siudak* 5 pac
- kpr. pchor. Kazimierz Skoczek 13 pal
- kpr. pchor. Stefan Soprun* 21 pal
- kpr. pchor. Eugeniusz Stasiak* 9 pal
- kpr. pchor. Kazimierz Śmielewski* 19 pal
- bomb. pchor. Salomon Weinman 20 pal
- kpr. pchor. Mikołaj Wilczyński* 14 dak
- kpr. pchor. Jan Stanisław Wojnarowski* 22 pal
- kpr. pchor. Wiktor Józef Worowski 1 pac
- kpr. pchor. Aleksander Wyglądała 9 pac
- kpr. pchor. Alojzy Zawadzki* 31 pal
- kpr. pchor. Jerzy Marcin Żebrowski 8 pal

Podchorążowie Michał Lechosław Tadeusz Karaszkiewicz, Stefan Przyrembel, Wiktor Józef Worowski i Jerzy Marcin Żebrowski zostali mianowani podporucznikami rezerwy ze starszeństwem z 1 stycznia 1935 w korpusie oficerów piechoty, natomiast Aleksander Wyglądała podporucznikiem rezerwy ze starszeństwem z 1 stycznia 1936 w korpusie oficerów artylerii.

### II kurs 1933-1934
Pełny wykaz 21 absolwentów II kursu.

- bomb. pchor. Roman Bogucki - 28. pal
- kpr. pchor. Władysław Borowiak - 27. pal
- kpr. pchor. Wacław Bukowski - 11. pal
- bomb. pchor. Jan Chamiec - 13. dak
- kpr. pchor. Szloma Djament - 1. pac
- kpr. pchor. Mieczysław Głowacki - 18. pal
- bomb. pchor. Roman Góralewicz - 5. pal
- kpr. pchor. Franciszek Jankiewicz - 24. pal
- kpr. pchor. Stanisław Kalman - 1. pszwol
- kpr. pchor. Bolesław Kędzierski - 17. pal
- kpr. pchor. Roman Kosmala - 6. pac
- bomb. pchor. Jan Kościówko - 11. pal
- kpr. pchor. Jan Kuczkowski - 28. pal
- kpr. pchor. Jan Lechowicz - 10. pac
- kpr. pchor. Kazimierz Marek - 7. pac
- kpr. pchor. Antoni Rytel - 8. pal
- kpr. pchor. Tadeusz Sadliński - 6. dak
- bomb. pchor. Włodzimierz Samowon - 8. pac
- kpr. pchor. Włodzimierz Stawski - 16. pal
- kpr. pchor. Zbigniew Szydziński - 1. dak
- kpr. pchor. Jan Stanisław Zamojski (12 pal) †1940 Katyń[10]

### III kurs 1934-1935
15 i 16 marca 1935 uczniowie plutonu weterynaryjnego złożyli egzaminy końcowe, na podstawie których zostali awansowani na stopnie kaprali podchorążych. Pożegnanie nowo mianowanych odbyło się 20 marca, po czym podchorążowie odjechali do pułków. Pełny wykaz 25 absolwentów:

- kpr. pchor. Wincenty Chodorowski - 6. dak
- kpr. pchor. Zbigniew Czajkowski - 10. dak
- kpr. pchor. Tomasz Czechowicz - 2. pal
- kpr. pchor. Jan Drobnik - 6. pal
- kpr. pchor. Adam Frużyński - 11. pal
- kpr. pchor. Leon Gliniecki - 27. pal
- kpr. pchor. Henryk Gorgula - 6. pac
- kpr. pchor. Władysław Grajewski - 1. dak
- kpr. pchor. Marian Jaśkowski - 5. pac
- kpr. pchor. Wacław Judycki - 13. dak
- kpr. pchor. Stanisław Klimiuk - 9. pal
- kpr. pchor. Stanisław Krzewski - 1. pszwol
- kpr. pchor. Stanisław Kucharski - 31. pal
- kpr. pchor. Łukasz Kulczycki - 5. pal
- kpr. pchor. Ludwik Morawski - 32. pal
- kpr. pchor. Tadeusz Murawski (5 dak) †1940 Katyń[12]
- kpr. pchor. Witold Przewoski - 7. pac
- kpr. pchor. Stanisław Rutkowski - 1. dak
- kpr. pchor. Roman Samosiej - 12. pal
- kpr. pchor. Henryk Singer - 11. pal
- kpr. pchor. Jan Sowiński - prymus (2 pac)
- kpr. pchor. Feliks Starosta - 12. pal
- kpr. pchor. Kazimierz Suchodolski - 2. dak
- kpr. pchor. Kazimierz Śmiałowski - 6. pal
- kpr. pchor. Tadeusz Wendrychowski - 10. pac

### IV kurs 1935-1936
Pełny wykaz 55 absolwentów IV kursu:

- kpr. pchor. Ludwik Adamek - 1. puł
- kpr. pchor. Mykita Bardak - 21. pal
- kpr. pchor. Józef Bickels - 19. puł
- kpr. pchor. Roman Biłozor - 17. puł
- kpr. pchor. Bolesław Cena - 5. pal
- kpr. pchor. Józef Dziekoński - 29. pal
- kpr. pchor. Stanisław Figurski - 4. psk
- kpr. pchor. Antoni Gäntner - 2. puł
- kpr. pchor. Karol Gogol - 6. pac
- kpr. pchor. Jan Golkowski - 10. pal
- kpr. pchor. Bogusław Grzyb - 6. psk
- kpr. pchor. Władysław Hakemer - 11. dak
- kpr. pchor. Jan Hochbaum - 16. puł
- kpr. pchor. Jan Irzyk - 13. dak
- kpr. pchor. Stanisław Janiszewski - 25. pal
- kpr. pchor. Bolesław Kamiński - 12. dak
- kpr. pchor. Mojżesz Kobryk - 19. pal
- kpr. pchor. Jan Konikowski - 25. puł
- kpr. pchor. Jan Kowalski - 26. pal
- kpr. pchor. Józef Kubiś - 7. puł
- kpr. pchor. Tadeusz Kuźniar - 3. puł
- kpr. pchor. Artur Kwiatek - 10. psk
- kpr. pchor. Franciszek Kwiatkowski - 2. dak
- kpr. pchor. Emil Laskowski - 11. pal
- kpr. pchor. Zenon Lisowski - 24. pal
- kpr. pchor. Józef Łukaszewicz - 1. dak
- kpr. pchor. Eugeniusz Marczakowski - 18. pal
- kpr. pchor. Michał Międzobrodzki - 6. dak
- kpr. pchor. Jan Mleczko - 20. puł
- kpr. pchor. Mieczysław Morycz - 4. puł
- kpr. pchor. Zygmunt Moszczeński - 14. puł
- kpr. pchor. Henryk Motyl - 2. pal
- kpr. pchor. Kazimierz Mundrak - 24. puł
- kpr. pchor. Albin Niewiarowski - 28. pal
- kpr. pchor. Jerzy Perednia (1 pszwol) †1940 Katyń[13]
- kpr. pchor. Jarosław Pihowicz - 2. pszwol
- kpr. pchor. Edward Pluszyński - 1. psk
- kpr. pchor. Marek Segall - 9. puł
- kpr. pchor. Jan Sidorczuk - 8. psk
- kpr. pchor. Zbigniew Speidel - 22. puł
- kpr. pchor. Bolesław Staręga - 9. pal
- kpr. pchor. Bronisław Stein - 6. pal
- kpr. pchor. Franciszek Stojowski - 8. puł
- kpr. pchor. Jakub Szulman - 27. pal
- kpr. pchor. Karol Szwarczewski - 27. puł
- kpr. pchor. Antoni Tekliński - 5. puł
- kpr. pchor. Mikołaj Tymniak - 18. puł
- kpr. pchor. Tadeusz Ważny - 12. puł
- kpr. pchor. Stanisław Weigel - 10. puł
- kpr. pchor. Oskar Wejt - 23. puł
- kpr. pchor. Kazimierz Wojakiewicz - 11. puł
- kpr. pchor. Izrael Złotrik - 20. pal
- kpr. pchor. Alfred Zuckerman - 26. puł
- kpr. pchor. Czesław Żmudziński - 5. psk
- kpr. pchor. Bolesław Żurawiecki - 15. puł

### V kurs 1936-1937
Pełny wykaz 43 absolwentów V kursu:

- kpr. pchor. Euzebiusz Augustyniak - 7. pal
- kpr. pchor. Wacław Babik - 13. pal
- kpr. pchor. Władysław Bida - 3. pal
- kpr. pchor. Jerzy Bokun - 23. pal
- kpr. pchor. Stanisław Chandzel - 9. psk
- kpr. pchor. Feliks Chmielnicki - 9. pac
- kpr. pchor. Karol Chodnik - 6. pal
- kpr. pchor. Edward Cieśla - 6. pac
- kpr. pchor. Leszek Cwakliński - 10. pac
- kpr. pchor. Stefan Cwirinkało - 14. pal
- kpr. pchor. Jan Dudek - 4. dak
- kpr. pchor. Jan Fischoeder - 31. pal
- kpr. pchor. Antoni Garmol - 11. pal
- kpr. pchor. Wiktor Hanasiewicz - 17. puł
- kpr. pchor. Tadeusz Hellstein - 6. psk
- kpr. pchor. Roman Hołobowicz - 14. puł
- kpr. pchor. Alfred Jerzykiewicz - 7. pac
- kpr. pchor. Zbigniew Kalinowski - 24. pal
- kpr. pchor. Zbigniew Kapturkiewicz - 8. puł
- kpr. pchor. Antoni Karwowski - 30. pal
- kpr. pchor. Władysław Kasperski - 16. pal
- kpr. pchor. Czesław Kosiaty - 27. puł
- kpr. pchor. Tadeusz Kotowicz - 12. pal
- kpr. pchor. Tadeusz Kowal - 11. dak
- kpr. pchor. Kazimierz Krasnodębski - 9. pal
- bomb. pchor. Eugeniusz Krawczyk - 2. pszwol
- kpr. pchor. Henryk Kuliga - 20. puł
- kpr. pchor. Sławomir Kwiatkowski - 4. pal
- kpr. pchor. Leopold Krzeski - 1. pac
- kpr. pchor. Ryszard Laskowski - 3. dak
- kpr. pchor. Jan Meissner - 15. puł
- kpr. pchor. Dawid Offerman - 7. psk
- kpr. pchor. Zenon Paciorkowski - 21. pal
- kpr. pchor. Adam Rakiewicz - 21. puł
- kpr. pchor. Kazimierz Roszek - 2. pal
- kpr. pchor. Karol Safier - 18. puł
- kpr. pchor. Hubert Scherle - 26. puł
- kpr. pchor. Rudolf Skurski - 5. pal
- kpr. pchor. Imanuel Stupnicki - 4. psk
- kpr. pchor. Paweł Szczerboń - 16. puł
- kpr. pchor. Mieczysław Tryczyński - 6. puł
- kpr. pchor. Jerzy Wiszniowiecki - 1. dak
- kpr. pchor. Mieczysław Wydra - 22. pal

### VI kurs 1937-1938
Pełny wykaz 40 absolwentów VI kursu:

- kpr. pchor. Ludwik Budniok - 5. dak
- kpr. pchor. Sigmunt Burg - 10. puł
- bomb. pchor. Marian Chylaszek - 13. pal
- kpr. pchor. Wacław Danielewicz - 15. puł
- kpr. pchor. Tadeusz Dubrawski - 6. puł
- kpr. pchor. Jan Filippi - 5. pal
- kpr. pchor. Emil Frączek - 6. pal
- kpr. pchor. Mieczysław Głodkiewicz - 14. puł
- kpr. pchor. Tadeusz Gruszka - 5. pal
- kpr. pchor. Kazimierz Jedliński - 6. pac
- kpr. pchor. Stanisław Karaszkiewicz-Szczypiorski - 1. dak
- kpr. pchor. Mieczysław Kawa - 8. puł
- kpr. pchor. Janusz Kopista - 6. psk
- kpr. pchor. Kazimierz Kryński - 9. pal
- kpr. pchor. Dominik Kwiecień - 19. puł
- bomb. pchor. Fiszel Lederman - 2. puł
- kpr. pchor. Franciszek Małgorzewicz - 12. puł
- bomb. pchor. Wit Małunowicz - 3. dak
- kpr. pchor. Wacław Matysiak - 1. dak
- kpr. pchor. Marian Mederski - 9. psk
- kpr. pchor. Jan Michalik - 1. psk
- kpr. pchor. Zygmunt Michałowski - 1. puł
- kpr. pchor. Juliusz Młynarski - 1. pszwol
- kpr. pchor. Witold Mureńko (24 pal) †1940 Katyń[14]
- kpr. pchor. Roman Nieć - 21. puł
- bomb. pchor. Franciszek Niemczyk - 27. puł
- kpr. pchor. Marian Pajdziński - 14. dak
- kpr. pchor. Marian Parysek - 10. puł
- kpr. pchor. Tadeusz Potyra - 1. pszwol
- bomb. pchor. Saul Rabinowicz - 9. dak
- kpr. pchor. Ryszard Rupp - 14. puł
- kpr. pchor. Mirosław Ruszczycki - 7. psk
- kpr. pchor. Aleksander Sawczuk - 16. puł
- kpr. pchor. Leszek Sitarz - 2. pal
- kpr. pchor. Stanisław Winiarski - 7. puł
- kpr. pchor. Władysław Sołtysik - 22. puł
- kpr. pchor. Marian Tabin - 5. psk
- kpr. pchor. Guenther Voge - 26. pal
- kpr. pchor. Eugeniusz Żarnowski - 32. dal
- kpr. pchor. Szymon Lejb Zakrzewski - 5. puł

### VII kurs 1938-1939
Pełny wykaz 52 absolwentów VII kursu:

- kpr. pchor. Tadeusz Bachman - 12. puł
- kpr. pchor. Leon Bickels - 5. psk
- kpr. pchor. Stefan Broszkiewicz - 31. pal
- kpr. pchor. Marian Bystroń - 2. pal
- kpr. pchor. Albert Childebrand - 27. puł
- kpr. pchor. Włodzimierz Chomiak - 3. pal
- kpr. pchor. Tadeusz Chrostowski - 26. puł
- kpr. pchor. Roman Dziejewski - 19. puł
- kpr. pchor. Roman Eliasiewicz - 22. puł
- kpr. pchor. Zygmunt Ewy - 5. pal
- kpr. pchor. Aleksy Flieger - 7. pac
- kpr. pchor. Zbigniew Gaugusch - 14. puł (prymus)
- kpr. pchor. Eugeniusz Gejtner - 26. pal
- kpr. pchor. Kazimierz Gintrowicz - 7. psk
- kpr. pchor. Henryk Guzek - 1. pszwol
- kpr. pchor. Tadeusz Janikowski - 8. puł
- kpr. pchor. Bohdan Kalusiński - 3. pac
- kpr. pchor. Edward Kiejna - 2. puł
- kpr. pchor. Klemens Kuca - 8. psk
- kpr. pchor. Ferdynand Lochel - 22. pal
- kpr. pchor. Jerzy Machnikowski - 1. pszwol
- kpr. pchor. Stanisław Maciałek - 6. pal
- kpr. pchor. Zbigniew Madej - 6. psk
- kpr. pchor. Czesław Malingiewicz - 21. pal
- kpr. pchor. Czesław Maćkowiak - 1. dak
- kpr. pchor. Zygmunt Modelski - 19. pal
- kpr. pchor. Rudolf Modlinger - 20. puł
- kpr. pchor. Konstanty Morawski - 32. dal
- kpr. pchor. Edward Myrtyka - 4. puł
- kpr. pchor. Juliusz Otto - 6. puł
- kpr. pchor. Antoni Papiernik - 6. dak
- kpr. pchor. Jerzy Preibisch - 1. dak
- kpr. pchor. Jan Przybysławski - 1. psk
- kpr. pchor. Czesław Rajski - 7. puł
- kpr. pchor. Hersz Rubanek - 18. puł
- kpr. pchor. Mirosław Rudnicki - 11. dak
- kpr. pchor. Ludwik Rutkowski - 30. pal
- kpr. pchor. Alfred Szaro - 5. pal
- kpr. pchor. Waldemar Słoniewski - 11. pal
- kpr. pchor. Eugeniusz Sznajder - 1. dak
- kpr. pchor. Gerard Szpitter - 2. pszwol
- kpr. pchor. Roman Terlecki - 25. pal
- kpr. pchor. Arnold Unterberg - 23. pal
- kpr. pchor. Tadeusz Werchoń - 24. pal
- kpr. pchor. Andrzej Wiernik - 6. pac
- kpr. pchor. Zdzisław Wikiera - 12. pal
- kpr. pchor. Zygmunt Wilczyński - 16. pal
- kpr. pchor. Ludwik Wiśniewski - 1. pal
- kpr. pchor. Tadeusz Zajączkiewicz - 4. pac
- kpr. pchor. Ferdynand Zieliński - 29. pal
- kpr. pchor. Czesław Żak - 7. pal
- kpr. pchor. Franciszek Żórawski - 10. puł